# Retomada de Laguna
A Retomada de Laguna foi uma batalha ocorrida em 15 de novembro de 1839, entre a República Juliana e o Império do Brasil durante a Guerra dos Farrapos.

## Antecedentes
A República Catarinense já estava muito fragilizada, tanto economicamente como militarmente, tendo isso em mente, o Império decide atacar a frágil cidade de Laguna, capital da República Juliana.[carece de fontes?]

## A batalha
o Coronel Fernandes Ferreira comandava as tropas imperiais, enquanto David Canabarro aguardava essas tropas com 1 200 homens, na barra da laguna, Giuseppe Garibaldi comandava os lanchões Seival, Rio Pardo, Caçapava e o Itaparica. Tendo o combate iniciado, Anita Garibaldi pediu socorro a Canabarro, mas este recusou. David percebe que que a batalha havia sido perdida e ordena a retirada da tropa, Anita e Garibaldi utilizam uma pequena canoa para transportar as armas e munições. A batalha durou 3 horas e os farroupilhas foram massacrados pelos imperiais, tiveram que fugir para Lages, posteriormente de volta para Rio Grande.